# François Devosge
François Devosge, né le 25 janvier 1732 à Gray et mort le 22 décembre 1811 à Dijon, est un peintre et sculpteur français.
Il est le fils du sculpteur et architecte Claude François Devosge (1697-1777), et le père 
du peintre Anatole Devosge (1770-1850).

## Biographie
François Devosge est issu d'une dynastie de menuisiers et de sculpteurs dont il devait suivre le parcours. Il est formé à la sculpture dans l'atelier parisien de Guillaume II Coustou, mais il dut renoncer au bout de trois ans car il perd la vue d'un œil. Une opération de la cataracte lui sauve l'autre œil mais il abandonne la sculpture et apprend la peinture avec Jean-Baptiste Deshays de Colleville en 1759. Le 10 décembre 1764, il épouse sa cousine Marie Saint-Père, fille du sculpteur Claude Saint-Père (d), et sœur de l'architecte Charles Saint-Père (d).
Durant la Révolution, les biens de l'ancien parlementaire bourguignon et collectionneur dijonnais Jehannin de Chamblanc sont saisis, étant considéré comme émigré à la suite de son installation à Fribourg en Suisse en 1790. Le mobilier et les tapisseries sont vendus. L'essentiel des collections est cependant sauvegardé par la Convention de 1792, qui les « réserve pour l’instruction publique ». François Devosges est alors chargé par le directoire du district de Dijon d'en dresser l'inventaire en 1793. Son inquiétude vis-à-vis du devenir de la collection aboutit au transfert de certaines pièces dans des institutions dijonnaises qui participe de la sauvegarde de ces collections. 
Peintre malgré lui, Devosge fut un portraitiste et un peintre d'histoire de second plan mais restera connu pour son rôle de pédagogue en tant que fondateur de l'école de dessin et du musée des beaux-arts de Dijon, projet qui occupera le reste de sa vie.

## Œuvres dans les collections publiques
- Dijon, musée des beaux-arts : 
  - L'Assomption de la Vierge, huile sur toile[6] ;
  - Sainte Anne et la Vierge, d'après Jean-Baptiste Deshays, huile sur toile[7].
- Gray, musée Baron-Martin : 
  - Sapho inspirée par l'amour, gravure, 42 x 33 cm ;
  - Il lutte pour la triple couronne d'honneur, gravure, 7 x 8 cm ;
  - Dévouement de Cimon, fils de Miltiade, gravure, 12 x 15 cm ;
  - L'Éducation de la Vierge, huile sur toile, dépôt du musée des Beaux-Arts de Dijon ;
  - Le Génie du Printemps, sanguine, dépôt du musée des Beaux-Arts de Dijon.
- Saint-Marcel, abbaye Saint-Marcel-lès-Chalon : Flagellation de saint Marcel, huile sur toile.

## Élèves
- Nicolas Bornier (1762-1829), sculpteur
- Edme Bovinet
- Pierre-Paul Darbois (1785-1861), sculpteur
- François-Gustave Dauphin (1804-1859)
- Bénigne Gagneraux
- Claude Hoin
- Pierre-Paul Prud'hon
- François Rude